# Girak
Die Firma Brüder Girak war ein ehemals bedeutender Hersteller von Sesselbahnen und Umlauf-Seilbahnen aus Korneuburg in Niederösterreich. Das Unternehmen fusionierte 1996 mit der schweizerischen Seilbahnfirma Garaventa zur Girak-Garaventa, welche in Folge 2002 mit Doppelmayr verschmolz.

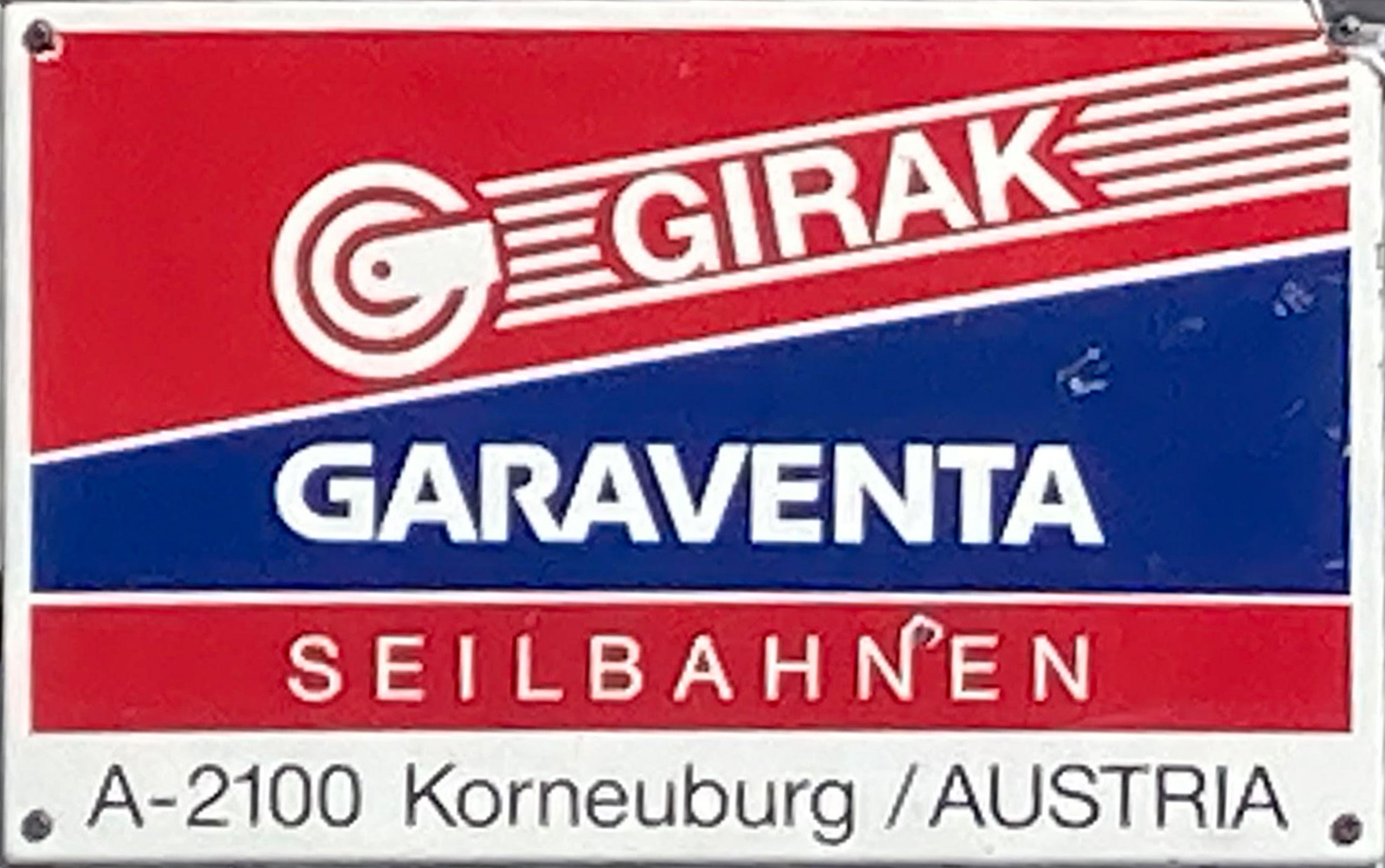
Fabriksschild aus der Zeit von Girak-Garaventa

## Geschichte
Das Unternehmen wurde um 1920 von den Korneuburger Brüdern Franz und Leopold Girak gegründet und spezialisierte sich recht früh auf den Bau von Drahtseilbahnen. Laut einer Anzeige wurden 1930 vor allem Seilbahnen, Seilriesen und Hängebahnen für Land- und Forstwirtschaftsbetriebe erzeugt. Im „Niederösterreichischen Almanach“ von 1932 firmiert das Unternehmen als „Spezialunternehmen für Hänge- und Drahtseilbahnen Franz Girak, Korneuburg“. Am 27. September 1943 wurde das Unternehmen als Offene Handelsgesellschaft „Brüder Girak“ ins Handelsregister eingetragen.
Der Bergbahn-Boom nach dem Krieg brachte auch den Brüdern Girak zahlreiche Aufträge, 1949 wurden nach eine Zeitungsanzeige „Ein- und Zweisessel-Lifte sowie Gondelbahnen und Kleinschlepp-Lifte nach eigenen Konstruktionen“ erzeugt. In Folge wurden zahlreiche Seilbahnanlagen, besonders Sessellifte und Gondelbahnen, errichtet. Um 1950 begann man zu dem, Zweiseil-Umlaufbahnen zu errichten. 1950 wurde mit der Seilbahn von Heiligenblut zum Stausee Margeritze die mit 6,4 Kilometern damals längste Personen befördernde Seilbahn Österreichs gebaut.
Besonders bei der Entwicklung klemmbarer Einseil-Umlauf-Gondelbahnen war das Unternehmen sehr bemüht. Anlagen wurden sowohl nach eigenen Konstruktionen, als auch nach dem System Müller und dem System Wallmannsberger errichtet. Unter anderem entwickelte Girak selbst mehrere patentierte Seilklemmen, darunter die "Girak-Nockenklemme" und eine Seilklemme sehr ähnlich dem System Wallmannsberger.
Bis in die 1970er Jahre baute man jedoch nur fix gekuppelte Sessellifte, da erst ab da die kuppelbaren Einseil-Sesselbahnen von den österreichischen Behörden als sicher angesehen wurden.
1996 fusionierte das traditionsreiche Unternehmen mit der österreichischen Tochter der schweizerischen Seilbahnfirma Garaventa zum österreichischen Ableger „Girak-Garaventa“. Ein Höhepunkt dieser Epoche dürfte zweifelsohne die Jericho-Seilbahn mit einem Auftragsvolumen von 21 Mio. Schilling gewesen sein.
2002 wurde Girak-Garaventa mit der Vorarlberger Firma Doppelmayr verschmolzen, am ehemaligen Girak-Standort in Stetten bei Korneuburg werden heute vor allem Sessellift-Sessel erzeugt.

## Seilbahnen von Girak (Auswahl)
- Seilbahn Heiligenblut – Margeritze (1950)
- Gondelbahn auf die Szyndzielnia in Bielsko-Biala (Polen, 1953 errichtet)
- Muttereralmbahn in Mutters (1953)
- Bad Kleinkirchheim Kaiserburgbahn
- Gondelbahn Knjaschewo-Kopitoto in Bulgarien (1962)
- Zwölferhornseilbahn in St. Gilgen (gemeinsam mit der Wiener Brückenbau, 1957 bis 2020 fast im Urzustand in Betrieb)
- Ötscherlift in Lackenhof am Ötscher (Zweiersessellift, aktuell von Girak-Garaventa)
- Sessellift im Wiener Donaupark zur WIG 64
- Schöckl-Seilbahn in St. Radegund bei Graz
- Spieljochbahn in den Tuxer Alpen
- Jericho-Seilbahn in Palästina
- Modernisierung der Bodetal-Seilbahn im Harz
- Dürrnberg-Seilbahn in Hallein bei Salzburg
- Katrin-Seilbahn in Bad Ischl
- Magic-Mountain-Express am Hirschenkogel (Semmering)
- Neubau der Hahnenkammbahn in Kitzbühel (1996)
- Breitenbergbahn Pfronten

## Trivia
Offenbar war so mancher nicht mit der Qualität der im flachen Osten Österreichs erzeugten Berglifte zufrieden, denn witzige Insider deuteten den Firmennamen als "Geraffel In Reinkultur Aus Korneuburg".

## Galerie

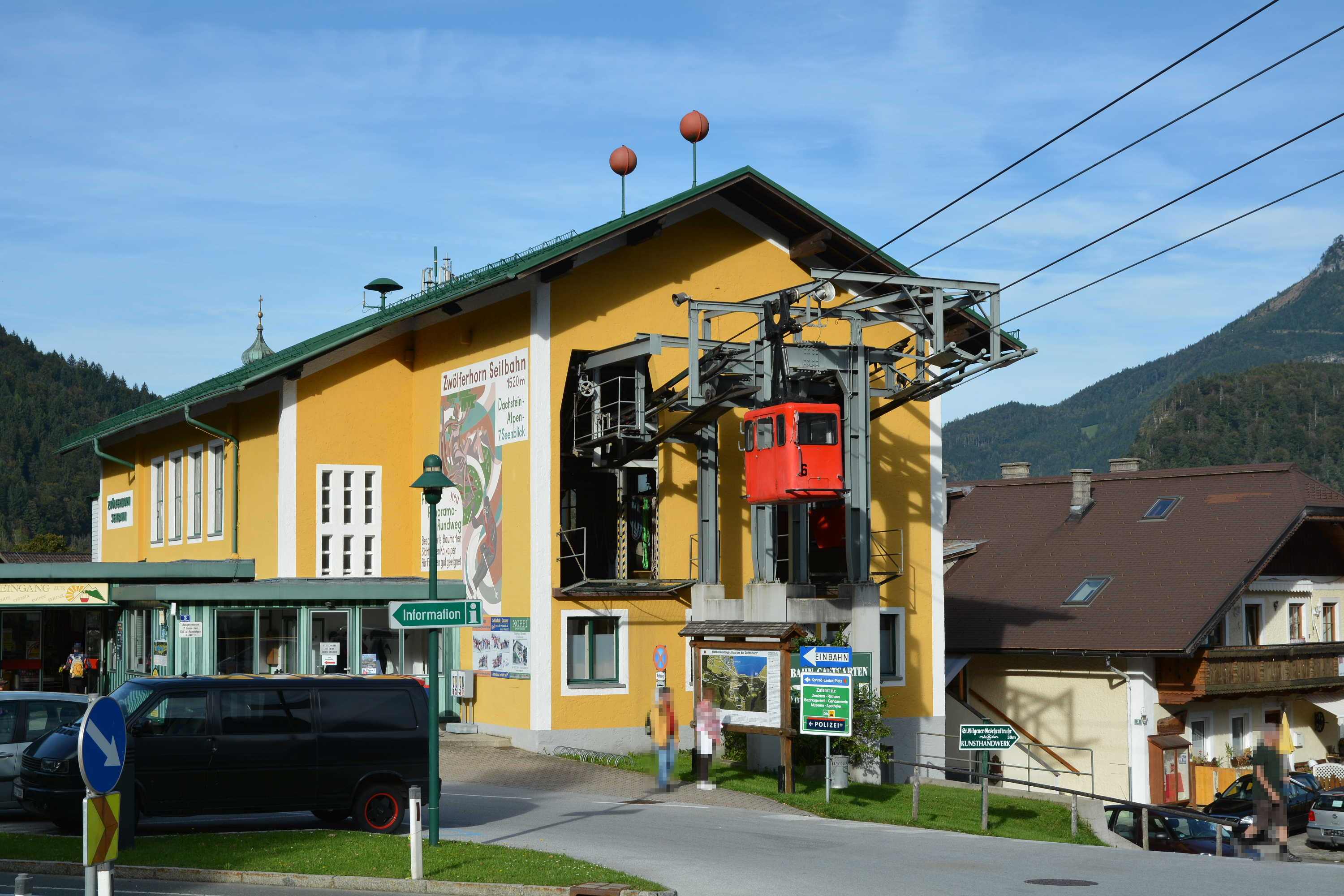
Talstation der Zwölferhorn-Seilbahn (Zweiseil-Umlaufbahn) (1957–2020)
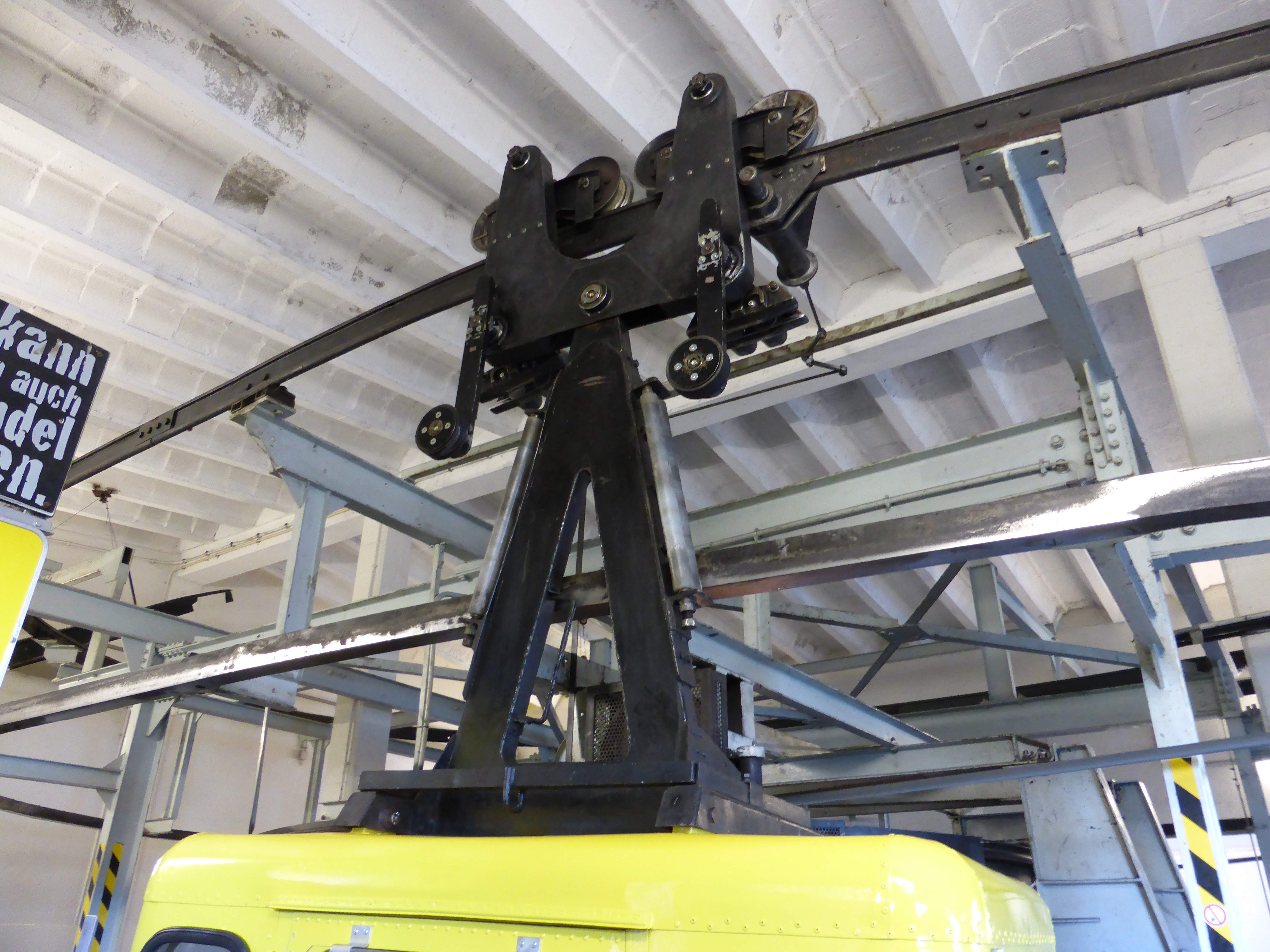
Gondel der Zwölferhorn-Seilbahn mit Girak-Laufwerk und Wurfhebelklemme nach Wallmannsberger.
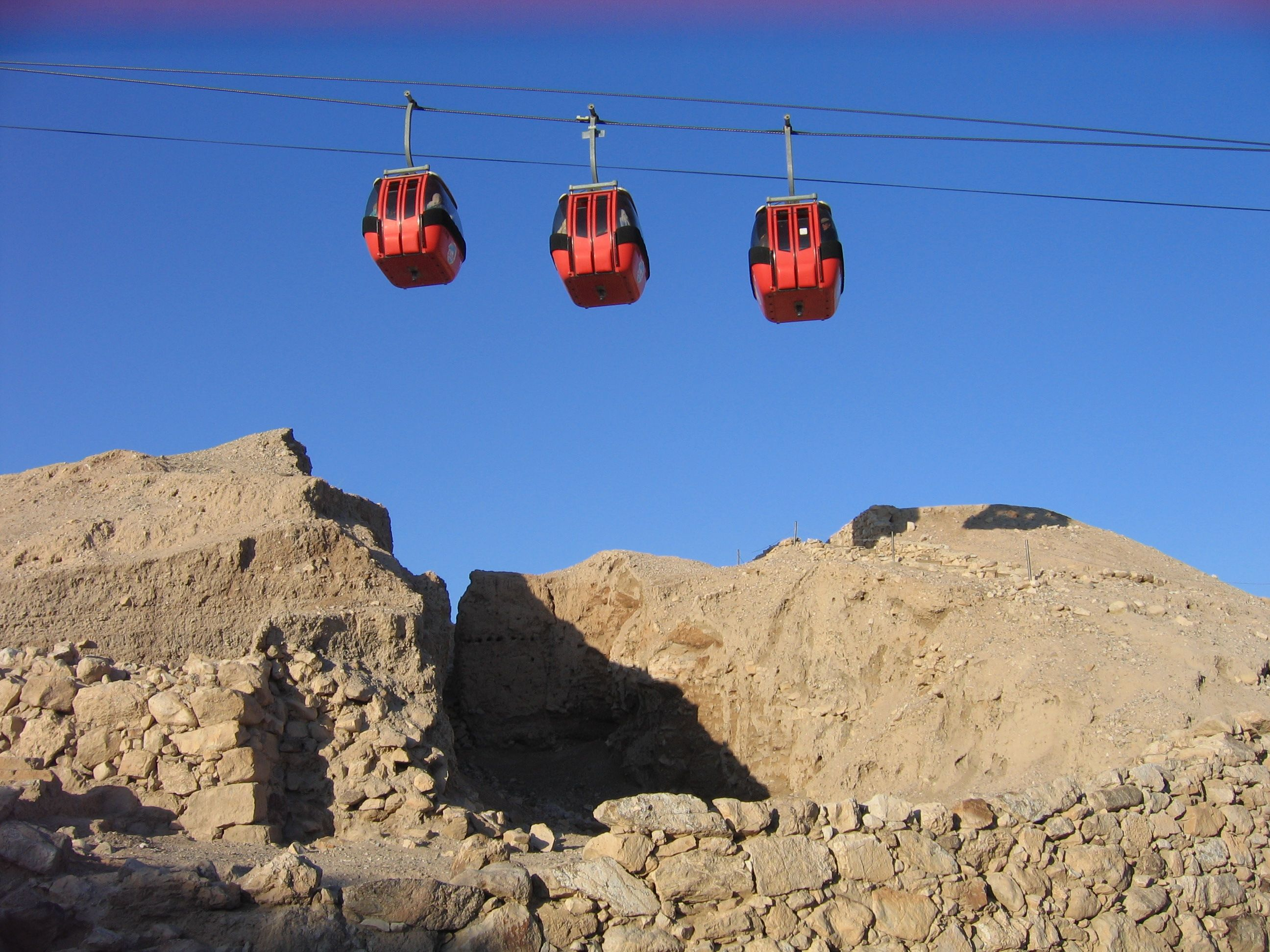
Jericho-Seilbahn (Einseil-Umlaufbahn)
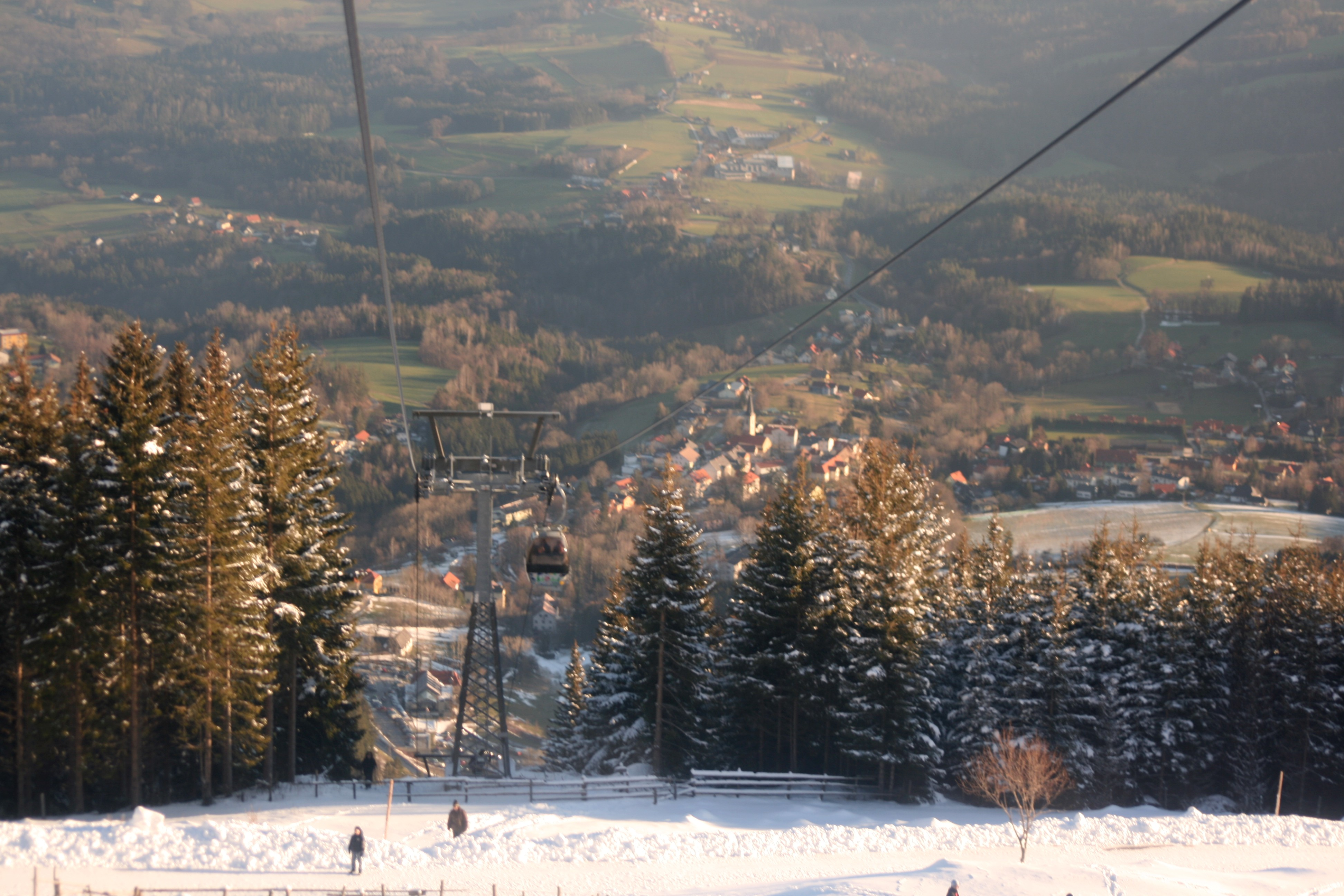
Schöckl-Seilbahn (Einseil-Umlaufbahn)
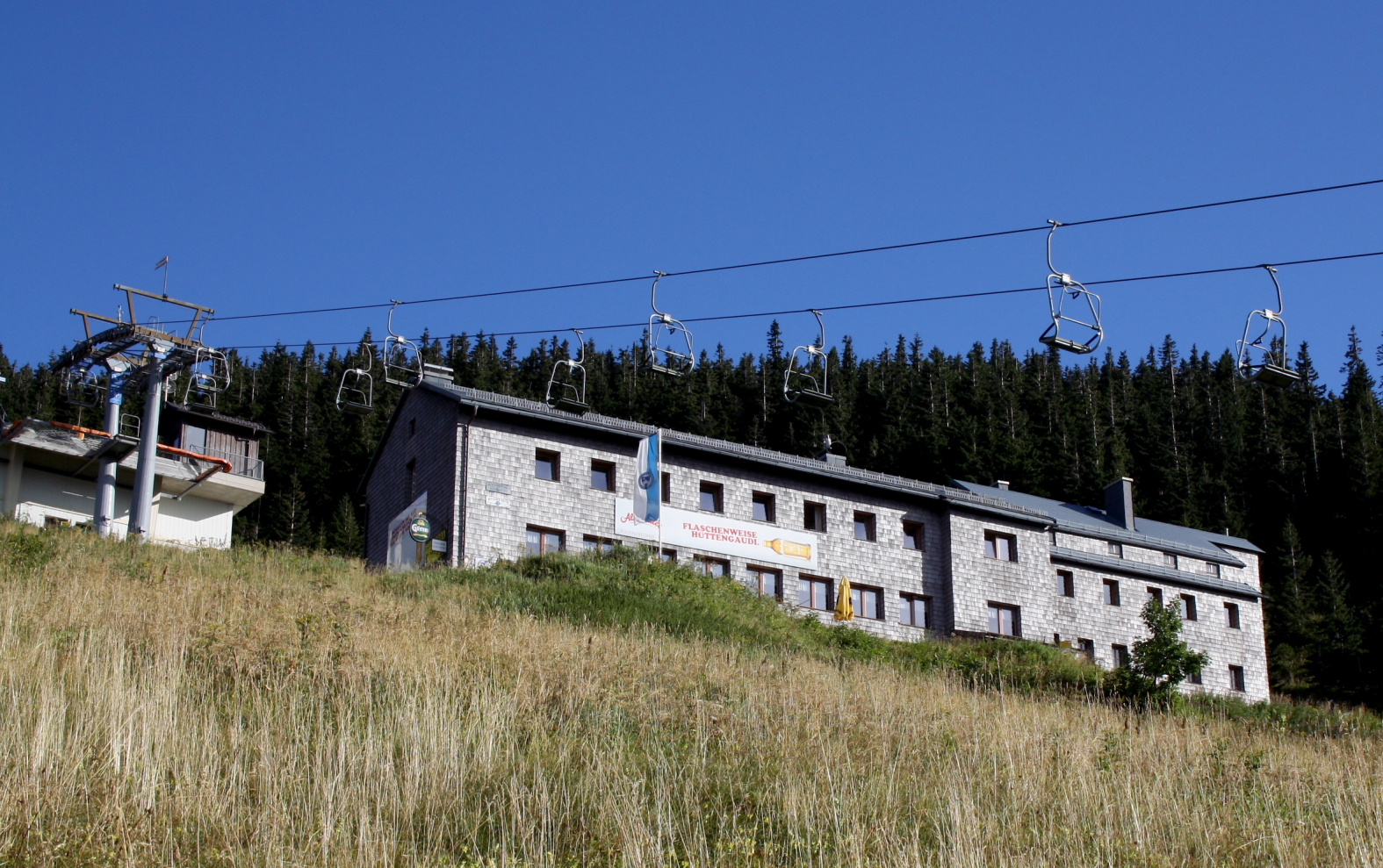
Ötscherlift (Doppelsessellift) von Girak-Garaventa
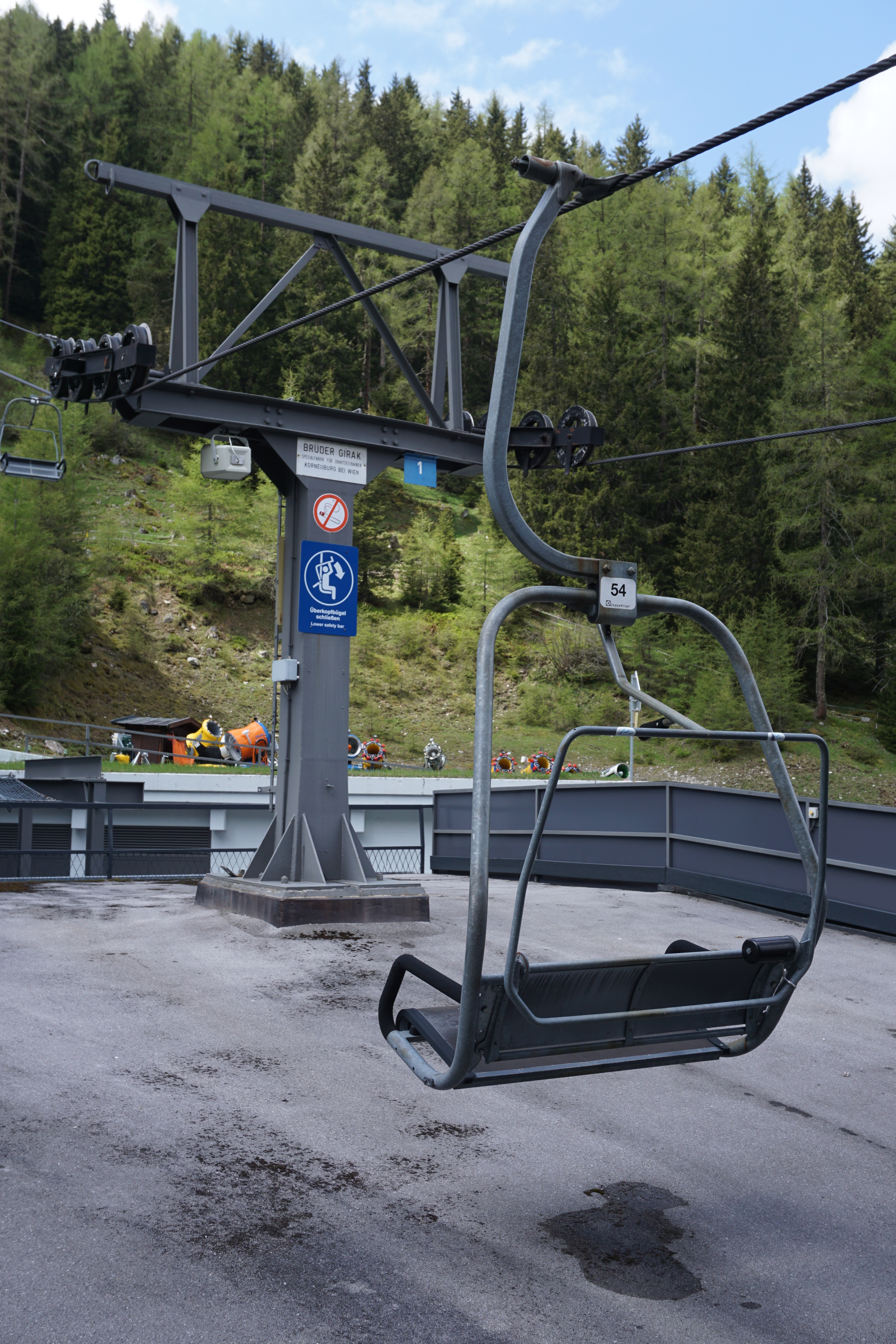
Hoadlbahn (Doppelsessellift) in der Axamer Lizum (1963–2022)
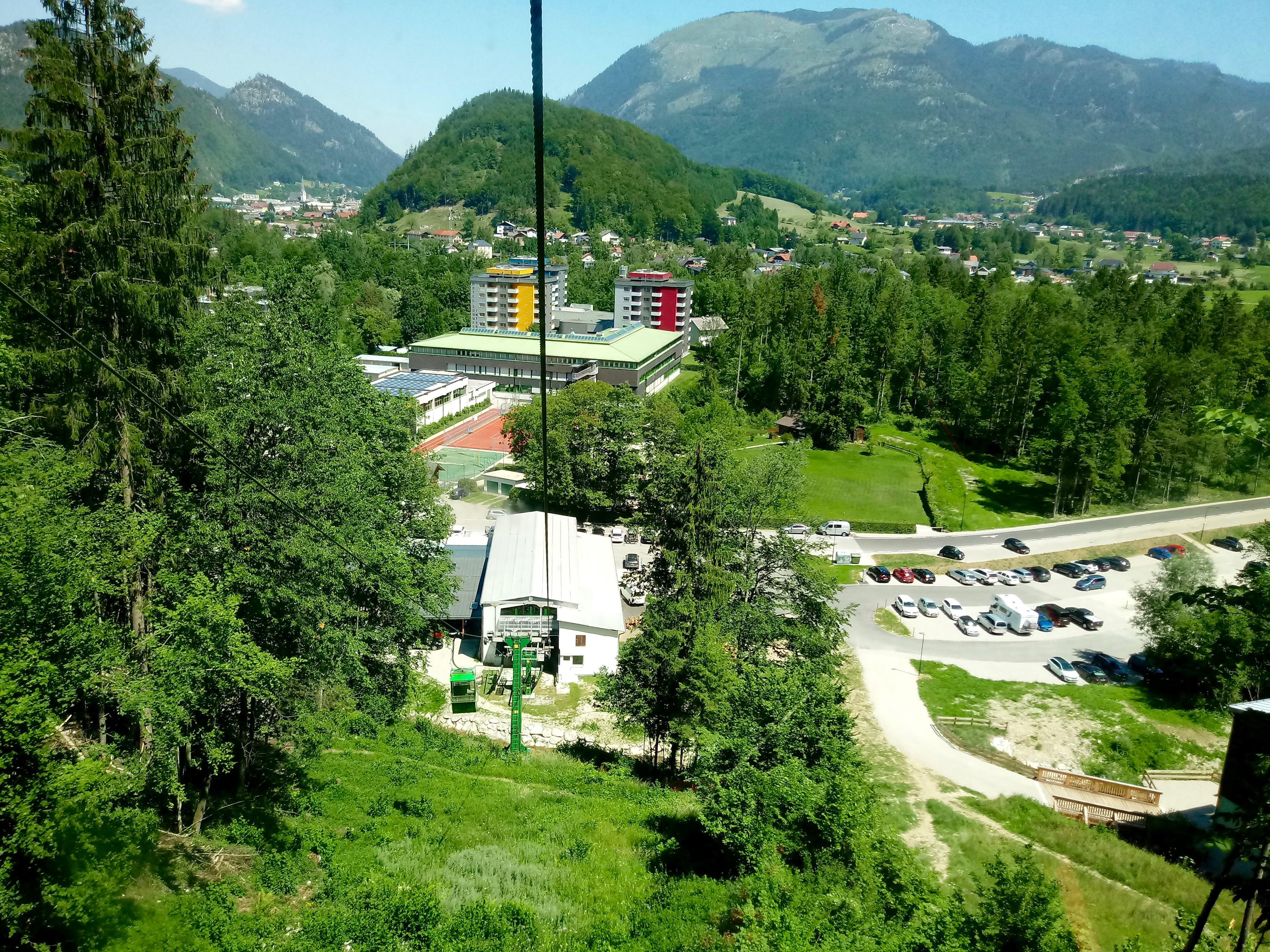
Katrin-Seilbahn Bad Ischl (Einseil-Gondelbahn) in Bad Ischl.
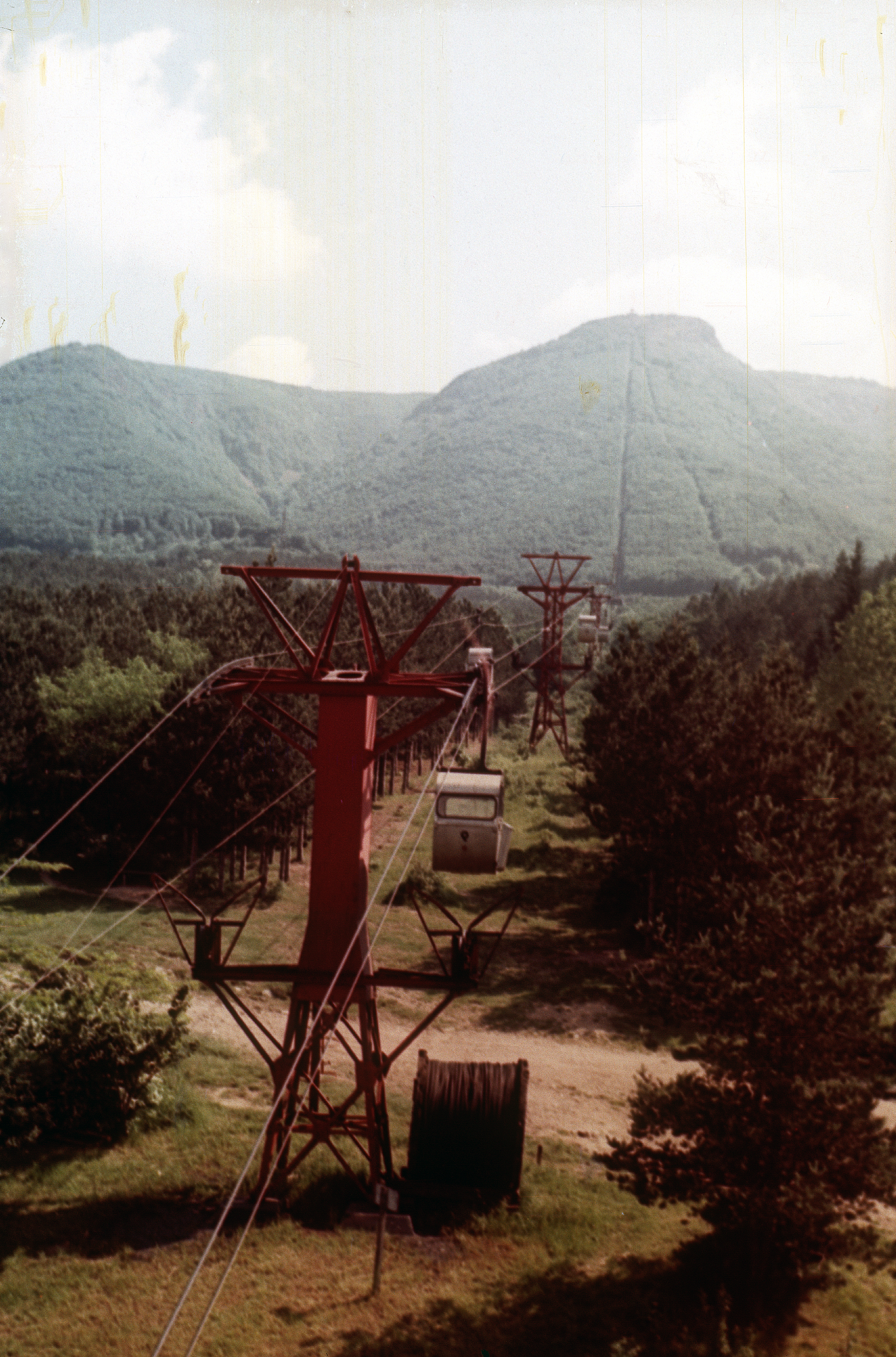
Die erste Gondelbahn in Bulgarien Knjaschewo-Kopitoto wurde von der Firma Girak im Jahr 1962 errichtet.
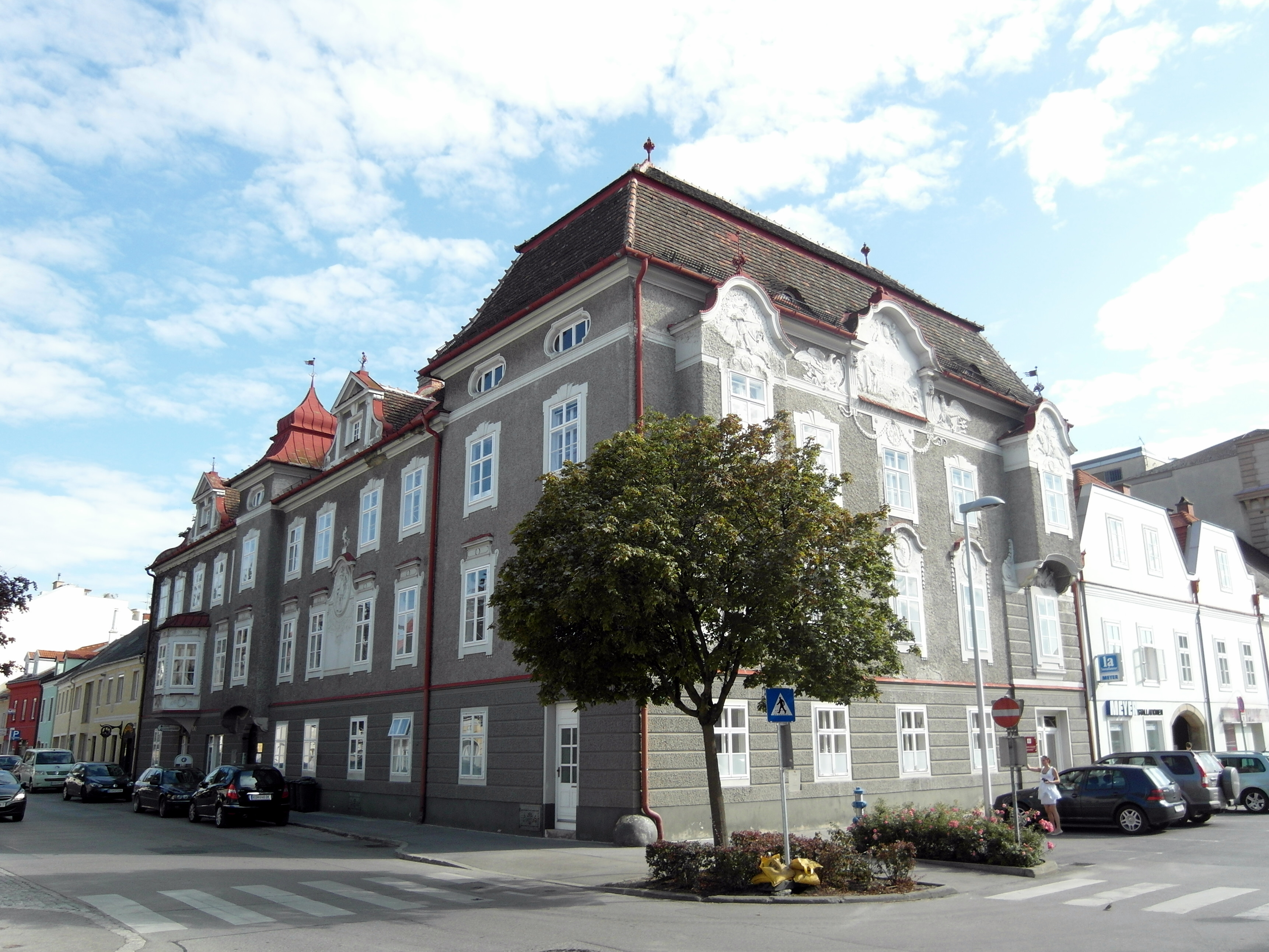
Girak-Haus am Hauptplatz von Korneuburg